# Jim Fleming
James Mathieson Fleming, detto Jim (Edimburgo, 8 luglio 1951), è un ex arbitro internazionale di rugby a 15 rappresentante la Federazione scozzese; nella sua carriera durata 27 anni diresse 40 test match e officiò nelle prime quattro edizioni della Coppa del Mondo di rugby.

## Biografia
Già giocatore, smise prematuramente la carriera agonistica nel 1973 a 21 anni a causa di una commozione cerebrale, e contestualmente intraprese la carriera arbitrale.
Nel 1982 entrò nel gruppo dei migliori dieci arbitri scozzesi e, nel 1983, divenne internazionale per l'IRB, ma fu solo due anni dopo che diresse il suo primo test match, l'incontro del Cinque Nazioni 1985 tra Irlanda e Inghilterra a Dublino.
Fu tra gli arbitri scelti per la prima edizione della Coppa del Mondo nel 1987 (due incontri), e successivamente anche nelle edizioni 1991 (quattro, tra cui un rimpiazzo e la semifinale tra Australia e Nuova Zelanda), 1995 (due) e 1999 (quattro, inclusa la semifinale tra Nuova Zelanda e Francia); alla data del suo ritiro, avvenuta nel 2001, vantava 40 test match internazionali, era l'unico, insieme a Derek Bevan, ad avere arbitrato in tutte le Coppe del Mondo fino ad allora disputate, e deteneva all'epoca il record di incontri arbitrati in tale competizione (12, uno dei quali in sostituzione di Brian Anderson alla Coppa del Mondo di rugby 1991), superato solo nel 2011 dal sudafricano Jonathan Kaplan che fissò il nuovo primato a 13.
Diresse gare anche nel Tri Nations, a partire dalla prima edizione; fu anche direttore della gara di finale di Heineken Cup 1997-98 tra Bath e Brive.
Ritiratosi nel 2001 prima di compiere 50 anni, ricevette a fine anno l'onorificenza di Membro dell'Ordine dell'Impero Britannico.
Al suo attivo figura anche la direzione della finale della Coppa del Mondo di rugby femminile 1994 che si tenne a Edimburgo anche se all'epoca ancora non ufficialmente riconosciuta dall'International Rugby Football Board.
Fuori dall'attività sportiva Fleming è un Chartered Surveyor (esperto di perizie tecnico-immobiliari).